# Cristo González
Cristo Ramón González Pérez (ur. 24 października 1997 w Santa Cruz de Tenerife) – hiszpański piłkarz występujący na pozycji napastnika w hiszpańskim klubie Real Valladolid. Wychowanek Tablero, w trakcie swojej kariery grał także w takich zespołach, jak Tenerife, Real Madryt, Udinese, Huesca oraz Mirandés. Młodzieżowy reprezentant Hiszpanii.